# Серрильос (Чили)
Серрильос (исп. Cerrillos) — коммуна в Чили. Одна из городских коммун города Сантьяго. Коммуна входит в состав провинции Сантьяго и Столичной области.
Территория — 21 км². Численность населения — 80 832 жителя (2017). Плотность населения — 3849,1 чел./км².

## Расположение
Коммуна расположена на юго-западе города Сантьяго.
Коммуна граничит:
- на севере — c коммуной Эстасьон-Сентраль
- на востоке — с коммунами Педро-Агуирре-Сердо, Ло-Эспехо
- на юге — c коммуной Сан-Бернардо
- на западе — c коммуной Сан-Бернардо

## Демография
Согласно сведениям, собранным в ходе переписи 2017 г. Национальным институтом статистики (INE),  население коммуны составляет:
| Полное население                          | Полное население                          | Полное население                          | Полное население                          | Полное население                          | 80 832 |
| ----------------------------------------- | ----------------------------------------- | ----------------------------------------- | ----------------------------------------- | ----------------------------------------- | ------ |
| в том числе:                              | Городское население                       | 80 832                                    | Процент городского населения, %           | 100,00                                    |        |
|                                           | Сельское население                        | 0                                         | Процент сельского населения, %            | 0,00                                      |        |
|                                           | Мужское население                         | 39 631                                    | Процент мужского населения, %             | 49,03                                     |        |
|                                           | Женское население                         | 41 201                                    | Процент женского населения, %             | 50,97                                     |        |
| Плотность населения, чел./км²             | Плотность населения, чел./км²             | Плотность населения, чел./км²             | Плотность населения, чел./км²             | Плотность населения, чел./км²             | 3849,1 |
| Население коммуны в % к населению области | Население коммуны в % к населению области | Население коммуны в % к населению области | Население коммуны в % к населению области | Население коммуны в % к населению области | 1,14   |

| Динамика изменения населения коммуны | Динамика изменения населения коммуны | Динамика изменения населения коммуны | Динамика изменения населения коммуны |
| ------------------------------------ | ------------------------------------ | ------------------------------------ | ------------------------------------ |
| 1992                                 | 2002                                 | 2012                                 | 2017                                 |
| 72 649                               | 71 906▼                              | 79 164▲                              | 80 832▲                              |